# Hedwig Haller-Braus
Hedwig Haller-Braus (* 15. März 1900 in Würzburg; † 4. November 1989 in Gossau ZH) war eine Schweizer Bildhauerin und Kleinplastikerin. 

## Leben
Hedwig Braus wurde als zweite von drei Töchtern der Familie Braus geboren. Ihr Vater, Hermann Braus, war Anatom und zur Zeit ihrer  Geburt Prosektor bei Albert von Koelliker an der Julius-Maximilians-Universität Würzburg. Vermutlich weckte der Beruf des Vaters in Hedwig Braus schon früh das Interesse am menschlichen Körper. Während ihrer Zeit am Gymnasium in Berlin wollte Braus eigentlich Tänzerin werden, begann jedoch schon als Kind mit dem Modellieren.
Im Alter von 15 Jahren traf sie im Haus ihrer Eltern zum ersten Mal auf den Bildhauer Hermann Haller, der ihre Begabung sofort erkannte. Aus dieser ersten Begegnung entwickelte sich ein Briefkontakt, der Braus wohl in ihrem Wunsch, Bildhauerin zu werden, bestärkte.
1917 nahm Braus ihr Studium an der Kunstakademie Berlin-Charlottenburg auf. Ein Jahr später wurde sie Schülerin von Karl Albiker in Ettlingen bei Karlsruhe, der von ihr ein Porträt in Terracotta schuf. Im Mai 1919 übersiedelte Braus nach Zürich und trat als Schülerin von Hermann Haller in dessen Atelier ein. Mehrere Male stand sie in der Folgezeit Hermann Haller Modell für dessen Plastiken.
Zwischen 1921 und 1923 unternahmen Braus und Haller gemeinsam verschiedene Studienreisen unter anderem nach Berlin, Paris und Italien.
In den 1920er Jahren zählten zu ihrem Zürcher Freundeskreis die Bildhauer Hermann Hubacher, Otto Charles Bänninger, Karl Geiser, Germaine Richier und Marino Marini. Weiter pflegte sie Kontakte mit den Malern Maler Ernesto de Fiori, Ernst Morgenthaler und Johann Wilhelm von Tscharner. Darüber hinaus war sie mit dem russischen Tänzerpaar Sacharoff befreundet.
1937 wurde Braus Schweizer Bürgerin und am 5. April 1945 heiratete sie Hermann Haller. 
Nach dem Tod Hallers (1950) führten sie verschiedene Studienreisen in die USA und nach Marokko. 1953/1954 lebte sie längere Zeit in einem Indiodorf in Mexiko, wo sie sich mit der Kunst der Maya auseinandersetzte. Weitere Studienreisen unternahm sie zwischen 1960 und 1975 nach Griechenland, Ägypten, Kreta und in die Türkei. 
Ein Schlaganfall zwang sie 1985 zur Aufgabe ihrer schöpferischen Tätigkeit. Braus zog daher von der Zollikerstr. 21 in Zürich, wo sie seit 1925 mit Hermann Haller und auch nach dessen Tod alleine gelebt hatte, nach Gossau ZH. Am 4. November 1989 starb Hedwig Braus dort. Bestattet wurde sie im Grab von Hermann Haller, auf dem Privatfriedhof Hohe Promenade in der Stadt Zürich.

## Werk

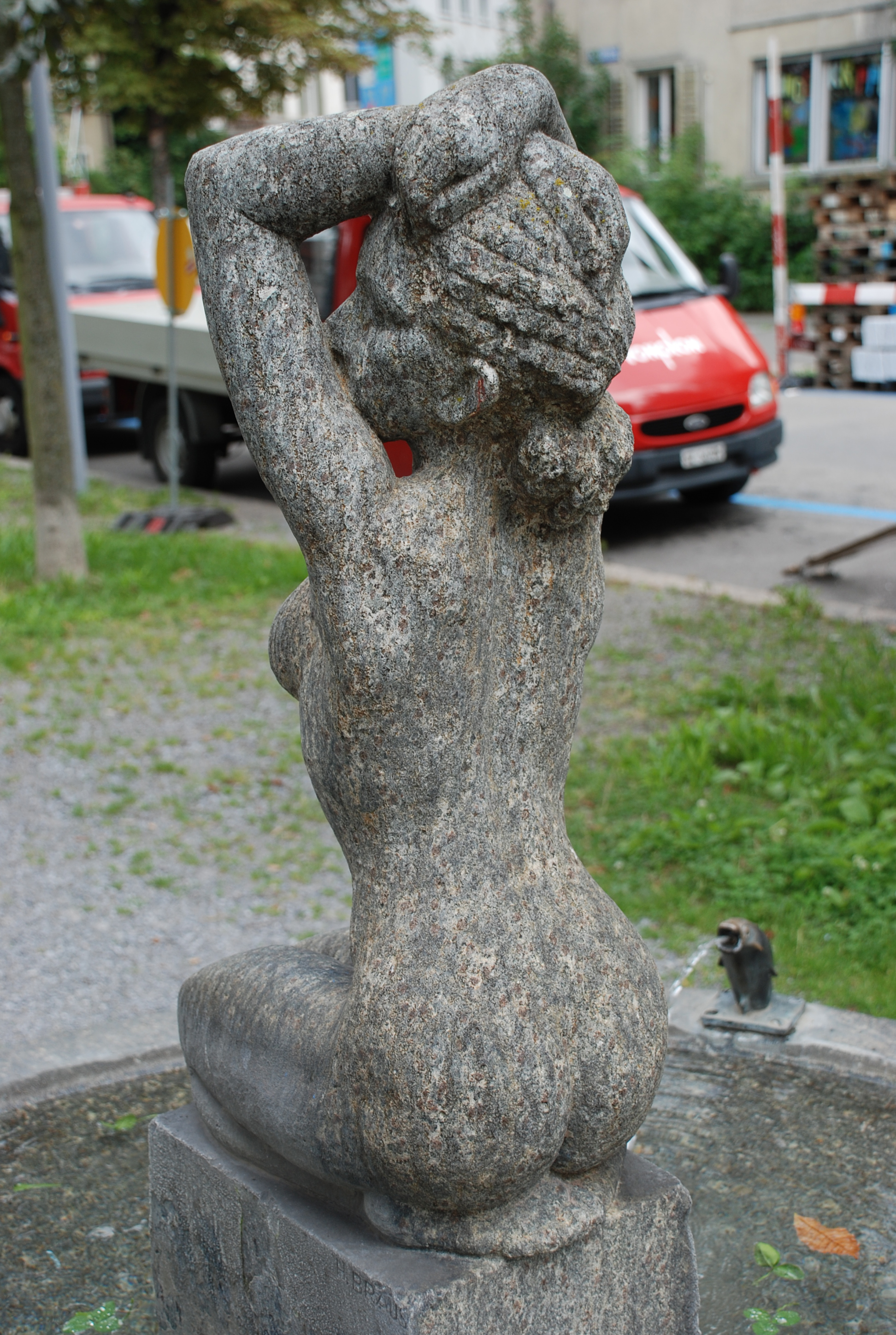
Kniendes Mädchen (Detail, Kalkstein-Brunnen), 1946. Aegerten-/Werdstrasse, Zürich.

Hedwig Braus schuf Skulpturen und Kleinplastik in Englischzement, Bronze und Terrakotta.
Ihr zentrales Thema war der menschliche Körper in Bewegung. Besonders interessierte sie sich für Tänzerinnen und Tänzer, aber auch für Ringer, Boxer und andere Sportler. Unter ihren Figuren finden sich auch statisch stehende und sitzende Skulpturen.
Oft sind es Mädchenakte, teilweise arbeitete sie mit exotischen Modellen. 
Ihre Figuren zeichnen sich meist durch weich modellierte Oberflächen und straff geschlossene Umrisse aus. Bei vielen ihrer kleineren Figuren ist eine leichte Abstraktion erkennbar, jedoch vollzieht sie nie die Abstraktionstendenzen der Skulpturentwicklung des 20. Jahrhunderts.
Anfänglich stand ihr Werk stark unter dem Einfluss von Hermann Haller, als dessen begabteste Schülerin sie galt. Wichtige Impulse für ihr Werk erhielt Braus zudem von Henry Moore bei einer Begegnung 1947 in London. 
Obschon Braus einen eigenen, von Hermann Haller unabhängigen Stil entwickelte, stand und steht ihr Werk bis heute im Schatten desjenigen von Haller und erhielt nie die Anerkennung, die es verdient hätte.

### Öffentlich zugängliche Werke
- Tanzendes Mädchen (Bronze), 1943. Schulhausanlage Leimbach, Wegackerstrasse, Zürich (Kreis 2).
- Spielendes Mädchen (Bronze), 1953. Schulhausanlage Lachenzelg, Imbisbühlstrasse, Zürich (Kreis 10).
- Kniendes Mädchen (Kalkstein-Brunnen), 1946 Aegerten-/Werdstrasse, Zürich (Kreis 3).
- Boulespieler, 1978, Stadthalle, Bülach.
- Verschiedene Werke in der Dauerausstellung des Haller Ateliers Zürich
- Diverse Werke in der Sammlung des Kunsthauses Zürich
- Diverse Werke in der Sammlung Glarner Kunstverein, Glarus.
- Diverse Werke im Kunsthaus, Zofingen

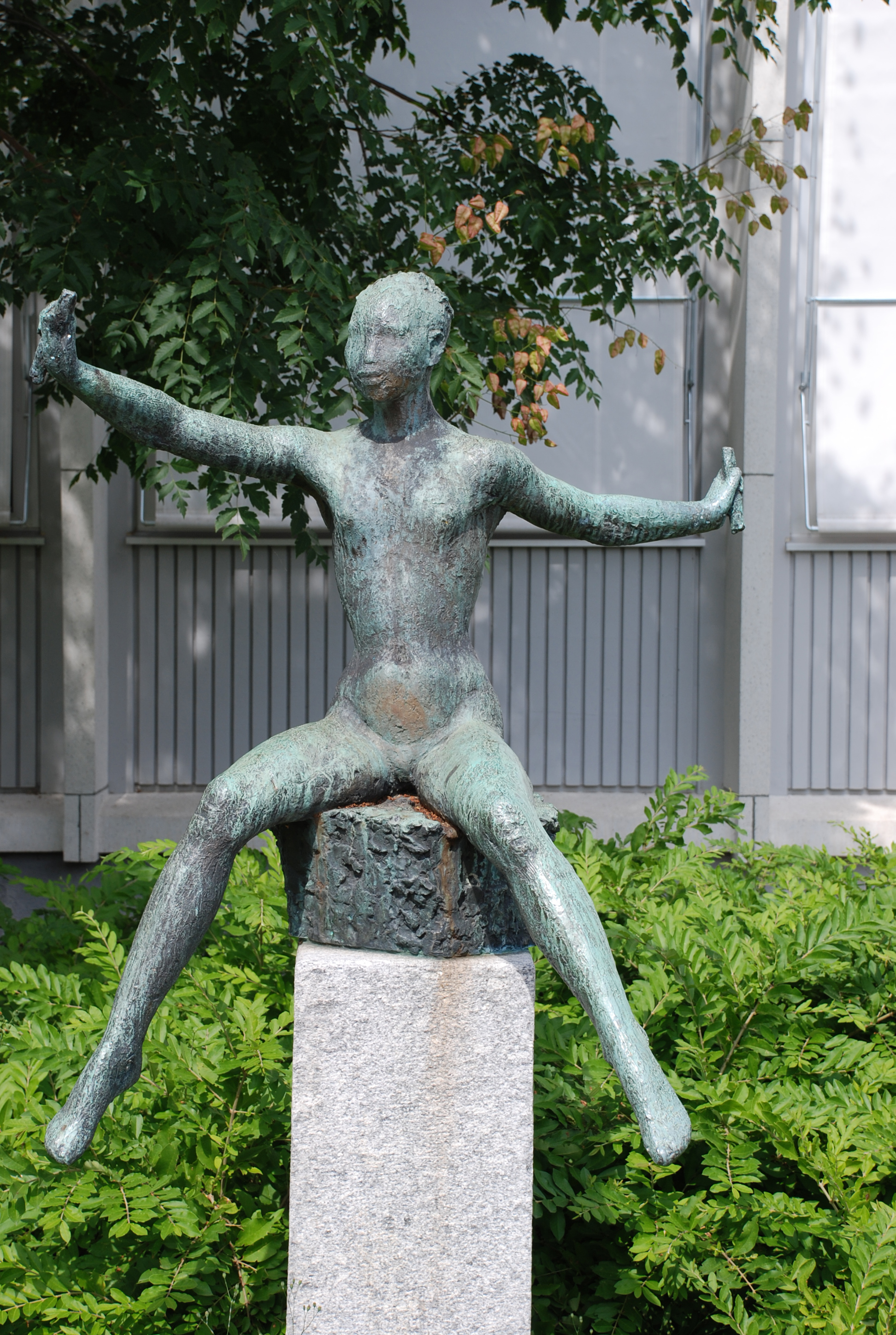
Spielendes Mädchen (Bronze), 1953. Schulhausanlage Lachenzelg. Zürich.

- Diverse Werke im Kunsthaus Chur

### Ausstellungen (Auswahl)
- 1939: Zürich, Galerie Schmidlin (erste Ausstellung)
- 1946: Zürich, Ausstellung Zürcher Künstler im Helmhaus
- 1944: Zürich, Galerie Neupert
- 1952: Paris, Galerie Ariel
- 1957: Paris, Galerie Simone Badinier
- 1957: Zofingen, Stadthaus
- 1958: Zürich, SAFFA
- 1962: Biel, 3. Schweizerische Plastikausstellung
- 1971: Zürich, Haller-Atelier (Freigelände)
- 1972: Paris, 5. Biennale Internationale de Sculpture contemporaine, Musée Rodin
- 1976: Paris, 7. Biennale Internationale de Sculpture contemporaine, Musée Rodin
- 1978: Paris, 8. Biennale Internationale de Sculpture contemporaine, Musée Rodin
- 1987: Zürich-Leimbach, Skulpturengarten
- 1989: Zürich, Haller-Atelier
- 1992: Glarus, Kunsthaus

### Lexikoneinträge
- Allgemeines Künstler-Lexikon. Die bildenden Künstler aller Zeiten und Völker. Saur, München 1992 ff.
- Künstlerlexikon der Schweiz. XX. Jahrhundert. Redaktion: E. Plüss, H. C. von Tavel. Huber, Frauenfeld 1958–1967.
- Künstlerverzeichnis der Schweiz unter Einschluss des Fürstentums Liechtenstein. 1980–1990. Hrsg. vom Schweizerischen Institut für Kunstwissenschaft. Huber, Zürich/Lausanne 1991.
- Lexikon  der zeitgenössischen Schweizer Künstler. Hrsg. vom Schweizerischen Institut für Kunstwissenschaft. Huber, Frauenfeld 1981.
- Hans Vollmer (Hrsg.): Allgemeines Lexikon der bildenden Künstler des XX. Jahrhunderts. Seemann, Leipzig 1953–1962.